# Georgische supercup
De strijd om de Georgische Supercup (Georgisch: საქართველოს თასი) is een voetbalwedstrijd tussen de kampioen van de Erovnuli Liga en de winnaar van de nationale bekercompetitie (Georgische voetbalbeker). Het duel wordt sinds 1996 jaarlijks gespeeld aan het einde van het seizoen, met uitzondering van de jaren 2000-2004. Zodra een club de "dubbel" heeft gewonnen, wordt deze vervangen door de verliezend bekerfinalist, zoals dat gebeurde bij de eerste twee edities. In 2016 werd de supercup niet gespeeld.

## Winnaars
| Jaar | Locatie                              | Winnaar Erovnuli Liga | Uitslag        | Winnaar Georgische voetbalbeker |
| ---- | ------------------------------------ | --------------------- | -------------- | ------------------------------- |
| 1996 | Batoemi Tsentralstadion              | Dinamo Tbilisi        | 4 – 0          | Dinamo Batoemi                  |
| 1997 | Koetaisi Givi Kiladzestadion         | Dinamo Tbilisi        | 4 – 1          | Dinamo Batoemi                  |
| 1998 | Batoemi Tsentralstadion              | Dinamo Tbilisi        | 1 – 2          | Dinamo Batoemi                  |
| 1999 | Tbilisi Boris Paitsjadzestadion      | Dinamo Tbilisi        | 1 – 0          | Torpedo Koetaisi                |
| 2005 | Batoemi Tsentralstadion              | Dinamo Tbilisi        | 1 – 0          | Lokomotivi Tbilisi              |
| 2006 | Tbilisi Micheil Meschistadion        | Sioni Bolnisi         | 0 – 1          | FK Ameri                        |
| 2007 | Gori Tengiz Burjanadzestadion        | Olimpi Roestavi       | 1 – 4          | FK Ameri                        |
| 2008 | Tbilisi Boris Paitsjadzestadion      | Dinamo Tbilisi        | 1 – 0          | FC Zestafoni                    |
| 2009 | Roestavi Poladistadion               | WIT Georgia           | 2 – 1 nv       | Dinamo Tbilisi                  |
| 2010 | Tbilisi Boris Paitsjadzestadion      | Olimpi Roestavi       | 2 – 0          | WIT Georgia                     |
| 2011 | Tbilisi Micheil Meschistadion        | FC Zestafoni          | 3 – 1          | FK Gagra                        |
| 2012 | Tbilisi Micheil Meschistadion        | FC Zestafoni          | 2 – 2 ns (4-2) | Dila Gori                       |
| 2013 | Tbilisi Micheil Meschistadion        | Tsjichoera Satsjchere | 1 – 0          | Dinamo Tbilisi                  |
| 2014 | Tbilisi Boris Paitsjadzestadion      | Dinamo Tbilisi        | 1 – 0          | Tsjichoera Satsjchere           |
| 2015 | Tbilisi Micheil Meschistadion        | Dila Gori             | 0 — 1          | Dinamo Tbilisi                  |
| 2017 | Martvili Moertaz Choertsilavastadion | FC Samtredia          | 2 – 1          | Torpedo Koetaisi                |
| 2018 | Tbilisi David Petriasjvilistadion    | Torpedo Koetaisi      | 2 – 1          | Tsjichoera Satsjchere           |
| 2019 | Gori Tengiz Boerdzjanadzestadion     | FC Saboertalo         | 0 – 1          | Torpedo Koetaisi                |
| 2020 | Tbilisi Micheil Meschistadion-2      | Dinamo Tbilisi        | 0 – 1          | FC Saboertalo                   |